# Escudo Antimisiles

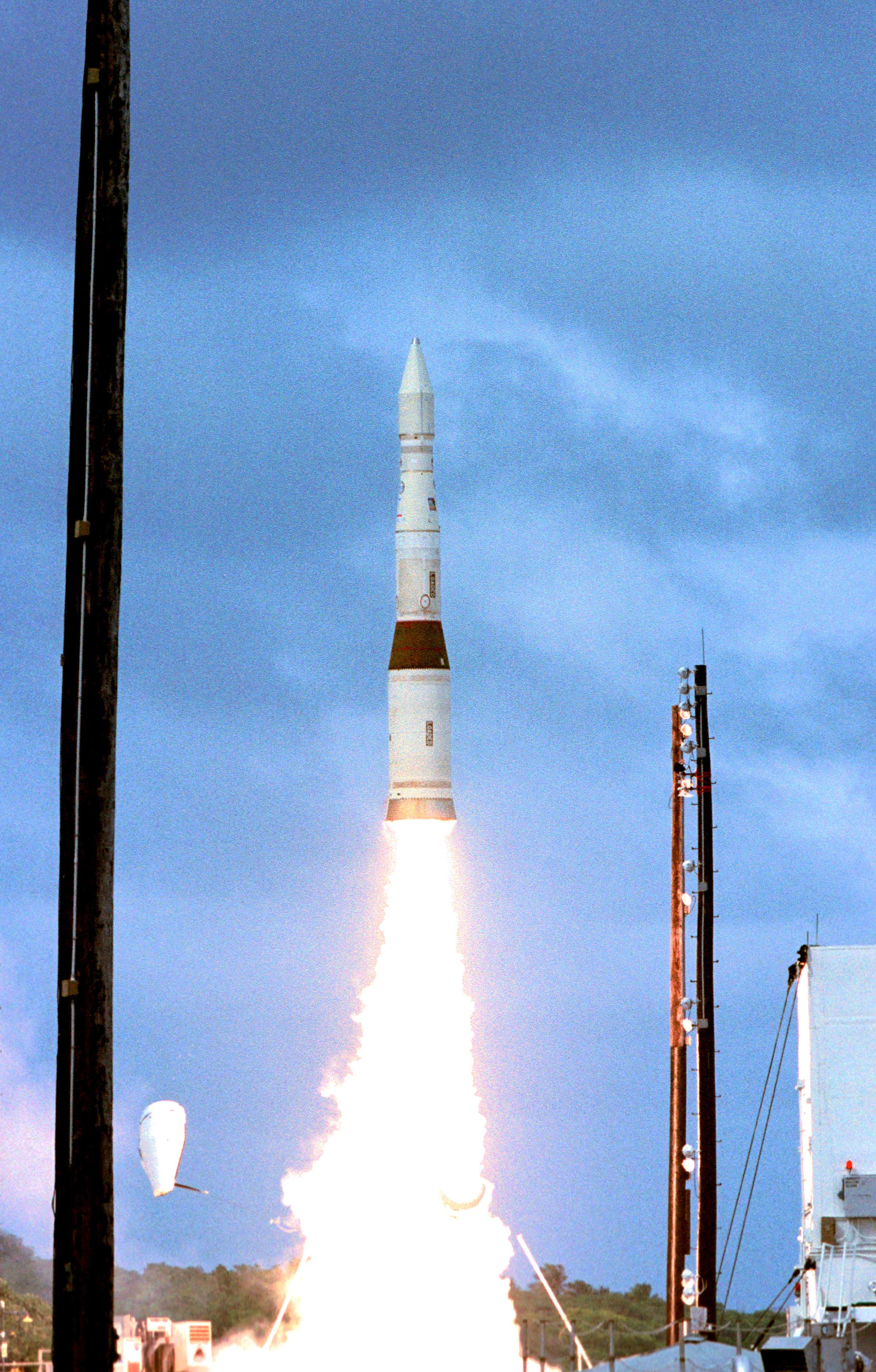
Lanzamiento de vehículo exoatmosférico para destruir un misil balístico intercontinental.

El Escudo Antimisiles o ABM (del inglés Anti-Ballistic Missiles), también llamado Defensa Nacional de Misiles, es un programa militar que la administración de George W. Bush implementó en Estados Unidos desde su llegada al despacho oval en 2000. Este sistema de defensa antimisiles está diseñado para interceptar misiles enemigos antes de que lleguen a su destino. El término más común para llamar a este sistema entre los militares es ABM.
Sólo Rusia y Estados Unidos han puesto en funcionamiento escudos semejantes. Rusia utilizó el sistema Antimisiles A-35 que usaba interceptores Galosh con cabezas nucleares, seguido del A-135, A-235 y S-500 con cabezas convencionales. China está también desarrollando un escudo antimisiles de altas capacidades actualmente basado en el HQ-19/26/29. Israel y otros países disponen de escudos contra amenazas de menor entidad. 
Estados Unidos inició el despliegue del sistema LIM-49 Spartan con misiles Spirit. El nuevo sistema no utiliza cabezas explosivas sino un proyectil con energía cinética. El ejército de Estados Unidos tiene sistemas de corto alcance en operación, los cuales son: Misil Patriot, sistema AEGIS en el mar, sistema Arrow de defensa en Israel, y sistema NASAMS en Noruega. 
Una parte fundamental para el programa es el Radar SEA BASED, un radar flotante que fue trasladado desde Pearl Harbor a Adak, en las islas Aleutianas, que tiene como misión vigilar el área rusa de Kamchatka y parte de China.
Este nuevo esfuerzo militar de Estados Unidos puede iniciar una nueva carrera armamentística mundial para perfeccionar los misiles balísticos, tal es el caso de Rusia con su misil RT-2UTTH Topol-M. Por otra parte, se han planteado serias dudas sobre la eficacia real de los sistemas antimisil.
El coste proyectado de 2004 a 2009 del programa será de 59.000 millones de dólares dentro del presupuesto del Pentágono.
A finales de 2004, ya se habían puesto en operación 7 misiles interceptores en Ft. Greely, Alaska (63.954° N 145.735° W).

## Escudo ABM

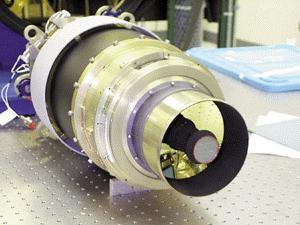
Vehículo exoatmosférico para destruir misiles.

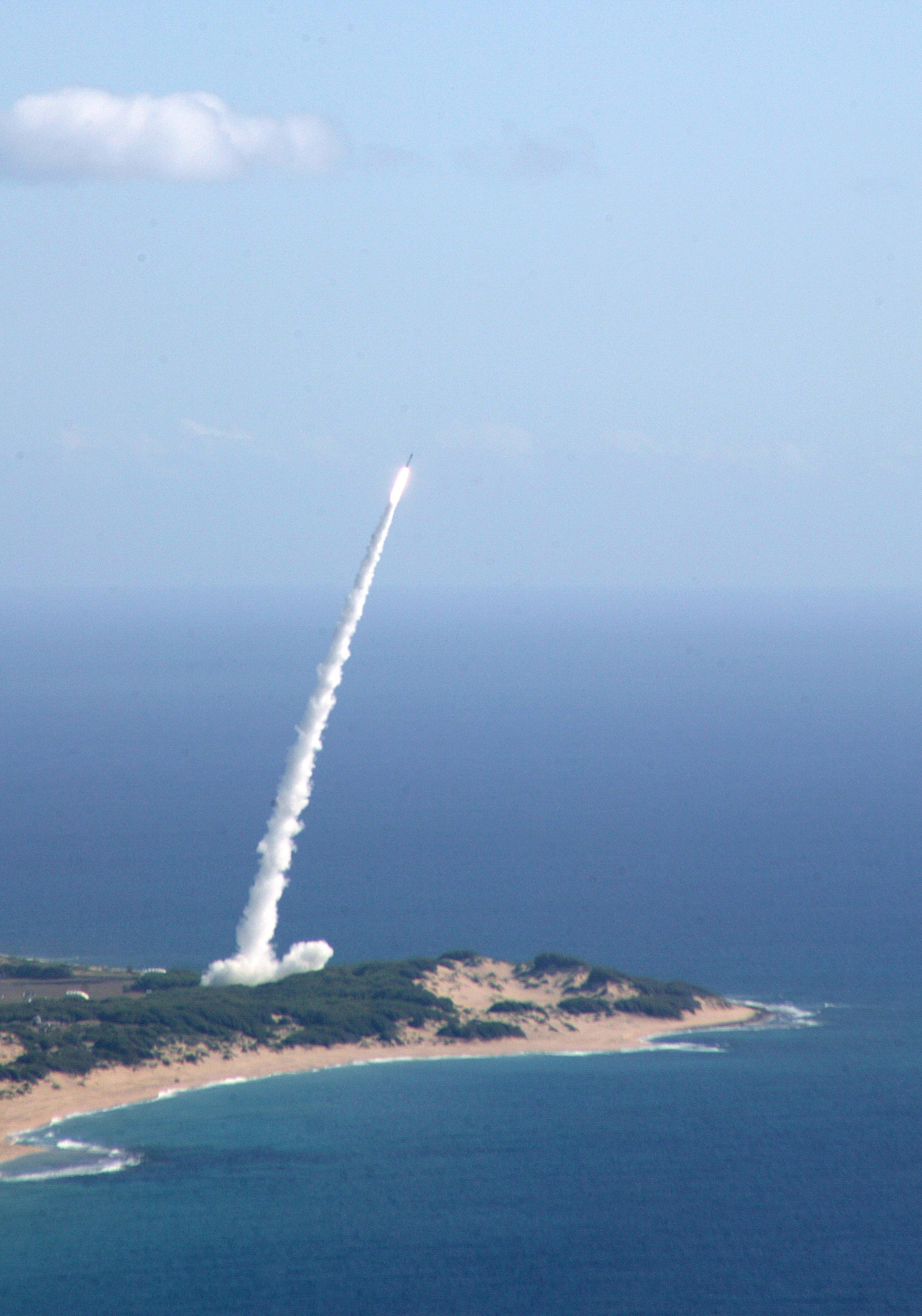
Misil balístico intercontinental de alcance medio, disparado en el Océano Pacífico para probar la interceptación del escudo antimisiles.

En su obsesión por la modernización tecnológica, también estableció como una de sus prioridades la futura construcción de un escudo antimisiles heredero del proyecto Iniciativa de Defensa Estratégica (SDI). Revitalizó los programas de desarrollo y test de misiles, gracias a que, en diciembre de 2001, la Administración Bush denunció el tratado ABM firmado en 1972 con la Unión Soviética y que imponía trabas al desarrollo de ese tipo de programas balísticos.
El Secretario Rumsfeld explicó que Estados Unidos tenía que hacer frente a los "Estados tiranos" (Corea del Norte e Irán) extendiendo el proyecto desde Canadá hasta Nueva Zelanda, de Europa a Asia. En mayo de 2001 se emprendió una ofensiva diplomática para convencer a sus aliados de la OTAN de las virtudes del nuevo programa de Escudo Antimisiles. Sin embargo, se encontró con la oposición de la mayoría de gobiernos extranjeros que veían en el proyecto un incentivo para una nueva carrera de armamentos.
Este nuevo sistema presuponía el abandono de la lógica de la disuasión, todavía en vigor. El programa se desarrollaría en tres fases. En una primera etapa -2007- serían desplegados en Alaska una veintena de misiles. En una segunda fase, Estados Unidos podría colocar en alerta a otros 100 misiles defensivos, dispuestos para desbaratar y neutralizar posibles señuelos en la hipótesis de que el enemigo hubiera situado en un misil varias cabezas para engañar a la defensa adversaria. Esta segunda fase no estaría a punto antes de 2010. La tercera fase se iniciaría en 2011 con la instalación de 125 misiles defensivos en Alaska y otros 125 en Dakota del Norte. El dispositivo se completaría, para asegurar su eficacia, además de con este cinturón de misiles en tierra, con la instalación en el espacio de satélites encargados de desviar el vuelo de los misiles intercontinentales enemigos.
El coste de la instalación estaría considerado en cientos de miles de millones de dólares. Para ello, en sus cuatro primeros años de mandato, el presidente Bush pidió un incremento del 50% en el presupuesto de Defensa y para los siguientes diez años, Donald Rumsfeld reclamó una ampliación del presupuesto de 200.000 a 300.000 millones de dólares.
Según sus críticos, la nueva doctrina estratégica de Rumsfeld corría el riesgo de debilitar la construcción de una paz basada en el control mutuo. Pero en contrapartida a este escudo antimisiles, el Pentágono se comprometió a reducir unilateralmente la cantidad de armas nucleares estadounidenses. Lo que se tradujo en la firma de un controvertido acuerdo de reducción de armas nucleares entre el presidente Bush y Vladímir Putin el 24 de mayo de 2002. Según el tratado firmado, durante los 10 años siguientes, Estados Unidos y Rusia desmantelarían en dos tercios sus arsenales nucleares de largo alcance. Estados Unidos pasaría de las cerca de 7,000 cabezas nucleares de que disponía en 2002 a unas 2,200 en 2012, mientras que Rusia reduciría sus 6,000 cabezas hasta 2,000. Uno de los puntos más polémicos de este tratado radica en que cualquiera de las partes puede retirarse del mismo sin previo aviso.
El acuerdo suscrito entre Bush y Putin reemplazaba al START II (de 1993, que fijó la reducción de cabezas nucleares entre 3,500 y 3,500 para el 2007, pero que nunca llegó a ser ratificado debido a la denuncia unilateral estadounidense del Tratado sobre Misiles Antibalísticos necesaria para construir el escudo), que sustituía a su vez al START I (de 1991, que marcó el inicio del acercamiento ruso-americano). El nuevo tratado entró en vigor tres meses después de su ratificación por el Senado estadounidense y por la Duma rusa.
El Nuevo Escudo Antimisiles tendría bases de misiles interceptores en Polonia y en la República Checa.
Rusia se opone firmemente la instalación de esas bases cerca de sus fronteras, Putin recordó que ningún país problemático (según el criterio estadounidense: Irán y Corea del Norte) tiene capacidad para lanzar misiles de un alcance de hasta ocho mil kilómetros ni los tendría en un futuro previsible. “También es obvio que un hipotético lanzamiento de un misil de Corea del Norte contra Estados Unidos vía Europa Occidental contradice las leyes de la balística.” Así, concluyó que las razones para desplegar un escudo antimisiles en Europa eran otras. En octubre de 2011 Rusia propone preparar un sistema conjunto de escudo antimisiles con Estados Unidos para enfrentarse a amenazas conjuntas como impactos de asteroides.
Adicionalmente, existen serias dudas sobre la capacidad de este o cualquier otro sistema antimisiles para destruir ICBMs o SLBMs modernos. En general, se considera que el Escudo Antimisiles sólo sería capaz de derribar las armas de atacantes poco sofisticados. Por otra parte, carece de utilidad contra ataques avanzados como el pulso electromagnético de gran altitud, que se ejecuta lejos del alcance de estos interceptores.